# Биберман, Леонид Михайлович
Леони́д Миха́йлович Би́берман (7 апреля 1915, Поти, Кавказское наместничество — 23 сентября 1998, Москва) — советский и российский физик, педагог, член-корреспондент РАН (1991). Один из основателей школы теплофизики в СССР.

## Биография
С 1935 по 1940 год учился в Московском энергетическом институте (МЭИ), окончил МЭИ в 1940 году по специальности «Электровакуумная техника». В январе 1941 года поступил в аспирантуру МЭИ, научный руководитель В. А. Фабрикант.
Участник Великой Отечественной войны с 1941 по 1945 год, ст. техник-лейтенант, начальник мастерской батальона связи. Был ранен, находился на излечении в госпитале. Награждён медалью «За оборону Ленинграда»
В 1945 году восстановился в аспирантуре МЭИ, начал преподавать по совместительству в МЭИ, ассистент кафедры физики. С 1946 года — консультант Всесоюзного электротехнического института.
Кандидат наук (1946), доктор наук (1959).
С 1966 года начал сотрудничество в ИВТАНе. Обосновал создание группы исследования высоких температур, ставшей основой Теоретического отдела Института высоких температур АН СССР (ныне — Институт теплофизики экстремальных состояний РАН). Этой научной школе присвоено имя Л. М. Бибермана. Всего было подготовлено более 20 докторов наук. Среди ведущих учёных школы — И. Т. Якубов, В. С. Воробьев, А. Х. Мнацаканян, А. Н. Лагарьков, А. В. Елецкий, Г. Э. Норман, Р. Г. Минц, А. Л. Рахманов, А. Г. Храпак, А. В. Гуревич, А. А. Ликальтер, В. С. Филинов, И. М. Руткевич, А. Н. Старостин, С. А. Тригер, А. К. Сарычев, Д. И. Жуховицкий.
Похоронен на Ваганьковском кладбище (26 уч.).

## Научные труды
- Л. М. Биберман, В. С. Воробьев, И. Т. Якубов «Кинетика неравновесной низкотемпературной плазмы», М.: Наука, 1982

## Интересные случаи
Весной 1961 года, читая лекцию студентам-второкурсникам МЭИ, Л. М. Биберман неожиданно для них сначала теоретически обосновал, а затем на их глазах экспериментально подтвердил возможность управлять гравитацией. Потом, вздохнув, он грустно заметил, что «провести подобный эксперимент можно только один раз в году, и только 1 апреля. А сегодня именно такой день!» Позже студентам сообща удалось довольно точно определить в конспектах место, с которого Л. М. Биберман начал своё «обоснование» (по воспоминаниям О. С. Колосова)
В другой раз Л. М. Биберман читал студентам МЭИ лекцию по физике и показывал, как горошины, высыпаные в узкий стеклянный ящик с набитыми гвоздями, падают случайным образом, но на дне ящика вырисовывают закономерную кривую распределения. Леон  Михайлович посмотрел на все это и заметил, что раньше эта кучка была по больше - кто-то кашку себе сварил...